# Outboard Marine Corporation

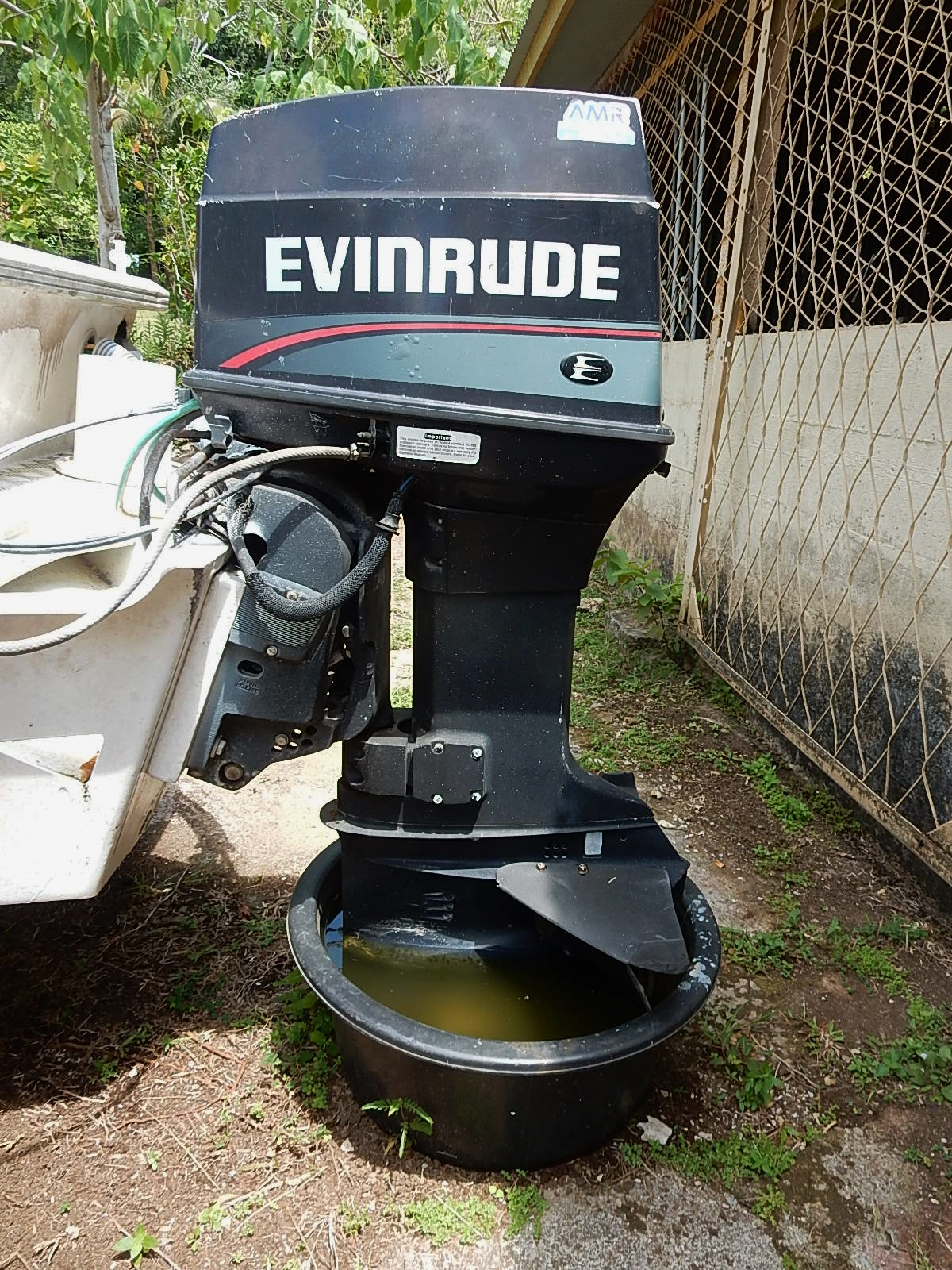
Evinrude Außenbordmotor

Die amerikanische Unternehmensgruppe OMC war in der Wassersportbranche tätig. Sie vertrieb anfangs hauptsächlich Außenbordmotoren der Marken Evinrude und Johnson. Später kamen Innenbordmotoren und Motorboote hinzu.

## Geschichte
Das Unternehmen Outboard Motors Corporation wurde 1929 durch den Zusammenschluss der Unternehmen „ELTO Outboard Motor Company“, „Evinrude Motor Company“ und „Lockwood Motor Company“ gegründet. Ole Evinrude, Besitzer des Unternehmens ELTO hatte diesen Zusammenschluss erwirkt, um die Rechte an der Marke „Evinrude“ zurückzubekommen, die er zusammen mit seinem alten Unternehmen 1914 an Chris Meyer verkauft hatte. Das relativ unbedeutende Unternehmen Lockwood wurde wegen des dort arbeitenden Chefingenieurs Finn T. Irgens mit übernommen. Ungeachtet des Zusammenschlusses wurden die Motoren weiterhin unter den alten drei Unternehmensnamen (Firmen) verkauft. Nur ein einziges Modell wurde unter dem Label „Outboard Motors Corporation“ hergestellt. Es war der „Fold Light“, ein im Schaft geteilter Motor, der zusammengeklappt in einem Koffer ausgeliefert wurde (1930–32).
Trotz den Folgen der Weltwirtschaftskrise stieg OMC 1931 zum weltweit größten Produzenten von Außenbordmotoren auf. 1936 wurde der Hauptkonkurrent „Johnson“ offiziell in die Unternehmensgruppe integriert, die sich ab dann Outboard Marine and Manufacturing Company nannte. Danach wurden Außenbordmotoren nur noch unter den Markennamen „Evinrude“ und „Johnson“ verkauft. Sie waren in der Regel baugleich und unterschieden sich nur in der Farbe der Lackierung. 1956 wurde der Firmenname zu Outboard Marine Corporation (OMC) verkürzt.
Unter der Firma OMC wurden ab 1985 Innenbordmotoren mit Z-Antrieb produziert, der „OMC Cobra Stern Drive“. Um die Motoren komplett in oder an Boote montiert besser vermarkten zu können, wurde 1987 die „OMC Boats Group“ gegründet und in den Folgejahren insgesamt einundzwanzig Bootswerften aufgekauft, darunter z. B. „Chris-Craft“, „Donzi“ und „Four Winns“.
Bereits 1961 erwarb OMC mit den Cushman Motor Works in Lincoln (Nebraska) einen seit 1903 aktiven Hersteller von Motoren, Kleinfahrzeugen und Motorrädern. Dieses Unternehmen stellt überwiegend Golfcarts her und ist auch in den Bereichen leichte Nutz- und Kommunalfahrzeuge und Logistik tätig. Es wurde als Cushman Motors Division eingegliedert und 1972 in  OMC-Lincoln Division umbenannt. Dieser Bereich wurde 1989 vom britischen Industriekonzern Ransomes, Sims & Jefferies übernommen und kam mit diesem wenig später zu Textron.
OMC wurde im Jahr 2000 insolvent, 2001 erwarb die kanadische „Bombardier Inc.“ den Außenbordmotorbereich. Diesen gliederte sie 2003 in das Unternehmen „Bombardier Recreational Products“ (BRP) aus.

## Motorenfabriken
(vor 2000)
- Brügge, Belgien
- Milwaukee, Wisconsin, USA
- Peterborough, Ontario, Kanada
- Sturtevant, Wisconsin, USA
- Waukegan, Illinois, USA

## Rennsport
1981 baute OMC den weltweit ersten 8-Zylinder-Außenbordmotor und setzte ihn bei den Rennen der Formel-1-Weltmeisterschaft ein. Er war als V-Motor gebaut, hatte 3.600 cm³ Hubraum und acht Doppelvergaser. Ab 1985 wurde dieser Motor, dann mit einer Nennleistung von 300 PS, auch im Freizeitbereich verkauft.
Auch davor und danach beteiligte sich OMC aktiv am Motorbootrennsport und gewann seit 1946 insgesamt ca. 120 Welt- und Europameistertitel.